# 타이타땃쥐
타이타땃쥐(Suncus aequatorius)는 땃쥐과의 포유류이다. 케냐 남서부의 타이타-타베타 구에 있는 타이타 힐스 산의 두 지역에 분포한다. 국제 자연 보전 연맹(IUCN, International Union for Conservation of Nature)이 지정한 멸종 위급종이다.